# Spielzeugland
Spielzeugland ist ein mit nationalen und internationalen Preisen mehrfach ausgezeichneter deutscher Kurzfilm des Berliner Regisseurs Jochen Alexander Freydank. Das rund 14-minütige Werk wurde von Mephisto Film produziert. Nachdem viele große Festivals in Deutschland den Film abgelehnt hatten, kam der Erfolg auf diversen Festivals im Ausland. In der Kategorie „Kurzspielfilm“ erhielt Spielzeugland 2009 den Oscar. Die Erstausstrahlung im deutschen Fernsehen fand am 1. März 2009 in der ARD statt.

## Handlung
Der Film spielt im Jahr 1942 im nationalsozialistischen Deutschen Reich. Die beiden Jungen Heinrich Meißner und David Silberstein sind Nachbarn und Freunde. Als David und seinen jüdischen Eltern die Deportation droht, greift Heinrichs Mutter Marianne zu einer Notlüge und erzählt ihrem Sohn, sein Freund verreise mit seiner Familie ins Spielzeugland. Heinrich möchte seinem Freund dorthin folgen und packt heimlich seinen kleinen Koffer. Als die Mutter das Verschwinden ihres Sohnes bemerkt, sucht sie den Bahnhof auf, an dem die Juden bereits in Waggons auf ihren Abtransport warten. Heinrich ist nicht unter ihnen, wohl aber der Nachbarsjunge David mit seinen Eltern. Marianne gibt ihn als ihren eigenen Sohn aus. Nach kurzem Zögern übergeben die Eltern ihr den Jungen und retten ihm auf diese Weise das Leben. Die Abschlussszene zeigt, dass die beiden Jungen noch im hohen Alter zusammen musizieren.

## Produktion und Veröffentlichung
Nach Aussage von Freydank benötigte die Sicherstellung der Filmfinanzierung vier Jahre. Die Produktionskosten beliefen sich auf 30.000 Euro. wovon etwa die Hälfte dieses Budgets durch Förderungen des Medienboards Berlin-Brandenburg und Referenzmittel der FFA erbracht wurden. Den Rest finanzierte Freydank selbst bzw. durch Rückstellungen des Teams. Schauspieler und Teammitglieder erhielten zunächst keine Gage. Der Film wurde innerhalb von fünf Tagen in und um Berlin gedreht. Erster Drehtag war der 22. Januar 2007, die deutsche Erstaufführung erfolgte im Rahmen des Filmfestivals Max Ophüls Preis in Saarbrücken am 22. Januar 2008. Andere Festivals in Deutschland lehnten den Film meist ab, während er auf zahlreichen Filmfestivals im Ausland Preise gewann. Am 22. Januar 2009 gab die Academy of Motion Picture Arts and Sciences die Nominierung für den Oscar in der Kategorie „Kurzspielfilm“ bekannt. Wiederum einen Monat später, am 22. Februar 2009, setzte sich Spielzeugland gegenüber seinen Konkurrenten durch und erhielt die Trophäe.

## Auszeichnungen

### Gewinne

#### 2007
- Valladolid International Film Festival Official Selection, Golden Spike

#### 2008
- Short Shorts Film Festival Tokio, Japan, Publikumspreis
- Friedrich-Wilhelm-Murnau-Stiftung, Deutschland, short film award[5]
- Bermuda International Film Festival, Bermuda, Bermuda Short Film Award
- Rhode Island International Film Festival, USA, second place International Discovery Award
- Giffoni Film Festival, Italien, APEC Award in Gold
- Alpinale Vorarlberg, Österreich, Publikumspreis
- Odense International Film Festival, Dänemark, best children and youth film
- Anchorage International Filmfestival, USA, Publikumspreis
- Los Angeles Jewish Film Festival, USA, Publikumspreis
- Palm Springs International ShortFest, USA, Publikumspreis
- Sedicicorto – International Film Festival Forli, Italien, Best short film
- Asheville Film Festival, USA, Best short film
- Victoria Independent Film Festival, Australien, Best short under 20 minutes
- Festival Internacional de Cortometrajes de Almería, Spanien, Publikumspreis- und jury award

#### 2009
- Oscar, USA, in der Kategorie Bester Kurzfilm
- Washington Jewish Film Festival, USA, Publikumspreis
- Kansas City Film Fest, USA, best narrative short
- Phoenix Film Festival, USA, world cinema best short
- Pittsburgh Jewish Film Festival, USA, Publikumspreis
- Hong Kong Jewish Film Festival, USA, Publikumspreis
- Rehoboth Film Festival, USA, Publikumspreis
- Villa Mare Film Festival, Italien, Publikumspreis
- Reno Film Festival, USA, best foreign film
- Portland International Film Festival, USA, Publikumspreis (second place)
- Lenola Film Festival, Italien, best film, best Soundtrack
- Shorts at Moonlight, Deutschland, Publikumspreis
- Anchorage Film Festival, USA, Publikumspreis
- New Jersey Film Festival, USA, honorable mention
- Cleveland International Film Festival, USA, Publikumspreis
- San Diego Jewish Film Festival, USA, audience award

### Nominierungen

#### 2007
- World Film Festival, Kanada
- Foyle Film Festival Derry, Nordirland

#### 2008
- Filmfestival Max Ophüls Preis, Deutschland, Kurzfilm-Wettbewerb
- Festróia International Film Festival, Portugal
- Brooklyn International Film Festival, USA
- LA Shorts Film Festival, USA, Best short film
- Best of Shorts Festival, La Ciotat, Frankreich, Bester Film
- Chicago International Childrens Film Festival, USA, Best international short film